# Московская канатная дорога
Московская канатная дорога — канатная дорога в Москве длиной 720 метров на территории исторических местностей «Воробьёвы горы» и «Лужники». Выполняет перевозки с 2018 года. Часть трассы (вдоль склона Воробьёвых гор) располагается на месте открытого подъёмника, предназначавшегося исключительно для подъёма горнолыжников и существовавшего в 1953—2016 годах.

## История
В 1953 году для обслуживания Большого трамплина на Воробьёвых горах по проекту инженера Галли был построен канатно-кресельный подъёмник. На подъёмнике длиной в 340 метров было две станции: возле смотровой площадки на Воробьёвых горах и на набережной (в отличие от современной дороги она не пересекала Москву-реку).
Несмотря на то, что в последние годы своего существования подъёмник принадлежал Русской горнолыжной школе, он пришёл в негодное состояние и летом 2016 года был полностью демонтирован в рамках программы по реконструкции спорткомплекса на Воробьёвых горах.
После демонтажа прежней канатной дороги началось возведение новой к чемпионату мира по футболу в 2018 году, задачей которой является связывание Лужников и смотровой площадки на Воробьёвых горах с промежуточной остановкой на Воробьёвской набережной.
Строительные работы велись ГК «СНОУПРОМ» совместно с Bartholet Maschinenbau AG.
Строительство канатной дороги началось 1 августа 2016 года. Было начато возведение станции «Лужники».
В сентябре 2017 года были завершены бетонные работы по возведению станции «Лужники» и закончена прокладка инженерных сетей. Начат монтаж технологического оборудования.
К маю 2018 года капитальные работы завершены и начаты тестовые испытания.
Однако несмотря на заявленные ранее сроки, 23 мая 2018 года было объявлено о задержках в ходе строительства и переносе сроков открытия на период после Чемпионата мира по футболу.
26 ноября 2018 года состоялось официальное открытие канатной дороги с участием мэра Москвы Сергея Собянина (без станции Новая Лига). Для пассажиров же она стала доступна через день. Однако уже 28 ноября была закрыта в связи с хакерской атакой и после диагностики 29 ноября вступила в строй только 30 ноября. 3 декабря дорога вновь была закрыта — теперь на ежегодную проверку Ростехнадзора. Она продлилась до 6 декабря, и на следующий день канатная дорога продолжила свою работу.
На декабрь 2019 года канатной дорогой воспользовались 1,8 миллиона пассажиров.

## Описание
Основные характеристики:
- Тип: отцепляемая комбинированная канатная дорога с 8-местными гондолами и 4-местными креслами
- Длина по склону: 720 метров[1] (2 участка)
- Станций: 3
- Перепад высот: 60 м[7]

Оборудование производства швейцарской фирмы Bartholet Maschinenbau AG. По линии с левосторонним движением курсируют 8-местные гондолы, на участке № 2 зимой ещё и 4-местные подвесные кресла. Гондолы спроектированы Porsche Design Studio и оборудованы аудиогидами на четырёх языках (русский, английский, немецкий, китайский), Wi-Fi, мониторами, MP3 плеерами, внутренним и внешним освещением. Зимой в них могут быть смонтированы места для лыж, а летом — для велосипедов. Гондолы можно оперативно добавлять и убирать с линии. Всего закуплено 35 гондол; две из них — в VIP исполнении.

## Станции
В составе канатной дороги находятся 3 станции:
- Лужники (55°42′48″ с. ш. 37°33′04″ в. д.HGЯO) — на левом берегу Москвы-реки вблизи Большой спортивной арены. На нижнем этаже прямоугольного двухэтажного здания станции находятся кассы, кафе и торговые киоски, на втором — помещения для посадки и высадки пассажиров. Для удобства маломобильных пассажиров станция оснащена лифтом. Оформление станции выполнено из зеркально отполированных стальных панелей и ударопрочного стекла[6].
- Новая Лига (55°42′39″ с. ш. 37°32′48″ в. д.HGЯO) — на правом берегу Москвы-реки на Воробьёвской набережной. По состоянию на январь 2020 года работа станции была ограничена в связи тем, что горнолыжный склон не работал. После его открытия станция используется для подъёма горнолыжников на станцию «Воробьёвы горы»[2].
- Воробьёвы горы (55°42′30″ с. ш. 37°32′43″ в. д.HGЯO) —  верхняя, расположена на улице Косыгина близ смотровой площадки на Воробьёвых горах.

## Галерея

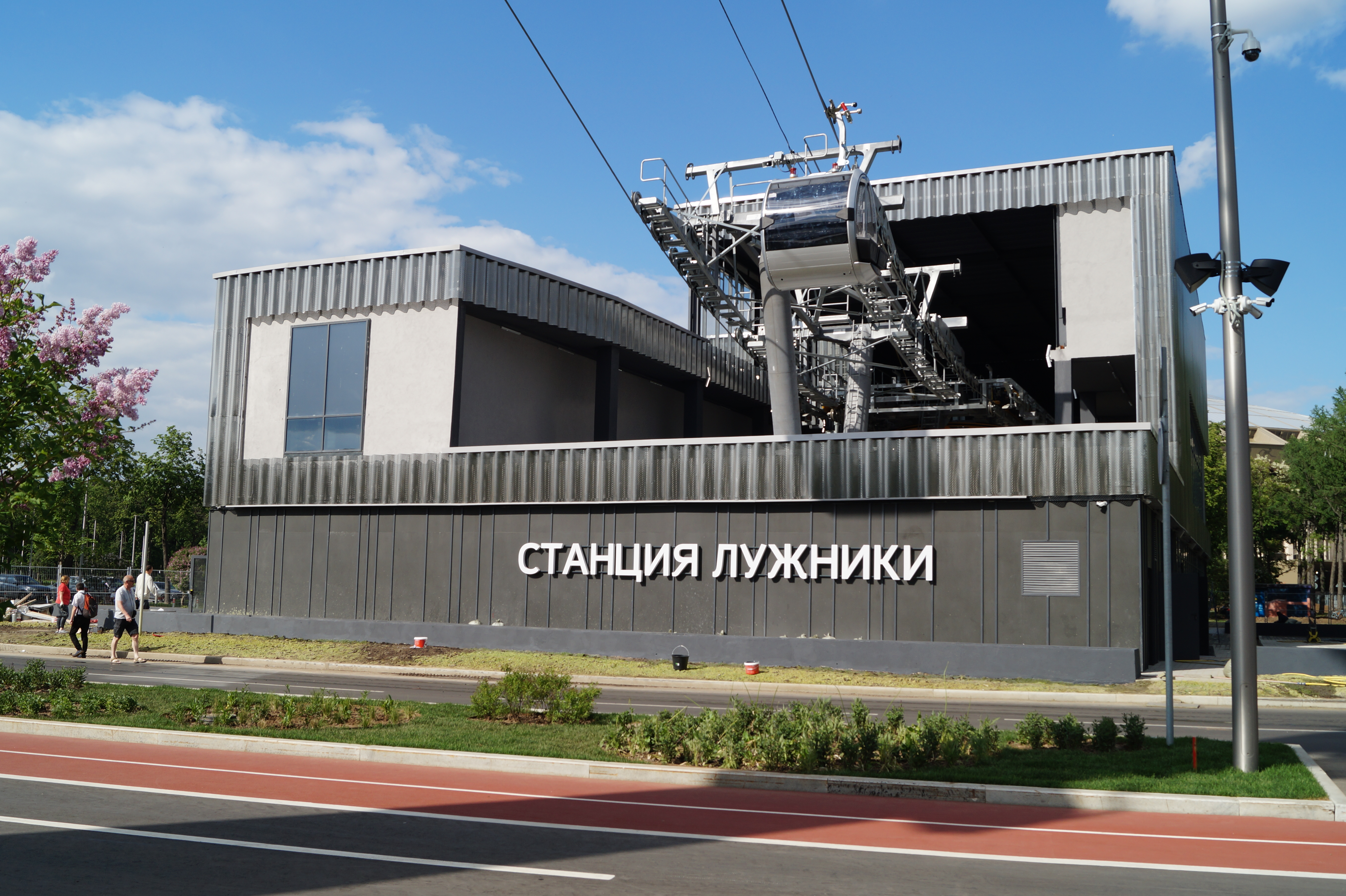
Станция «Лужники»
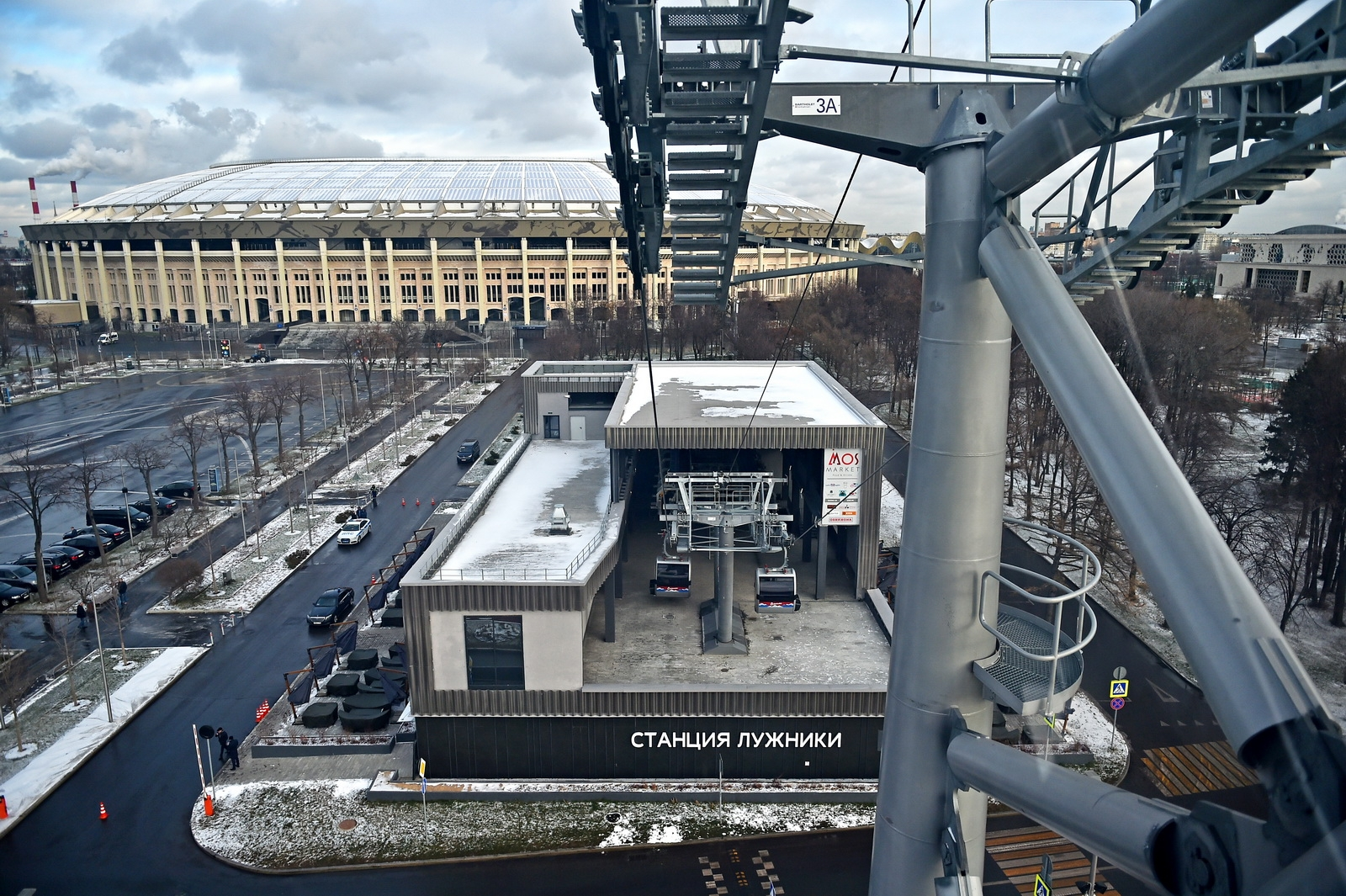
Станция «Лужники», вид из гондолы
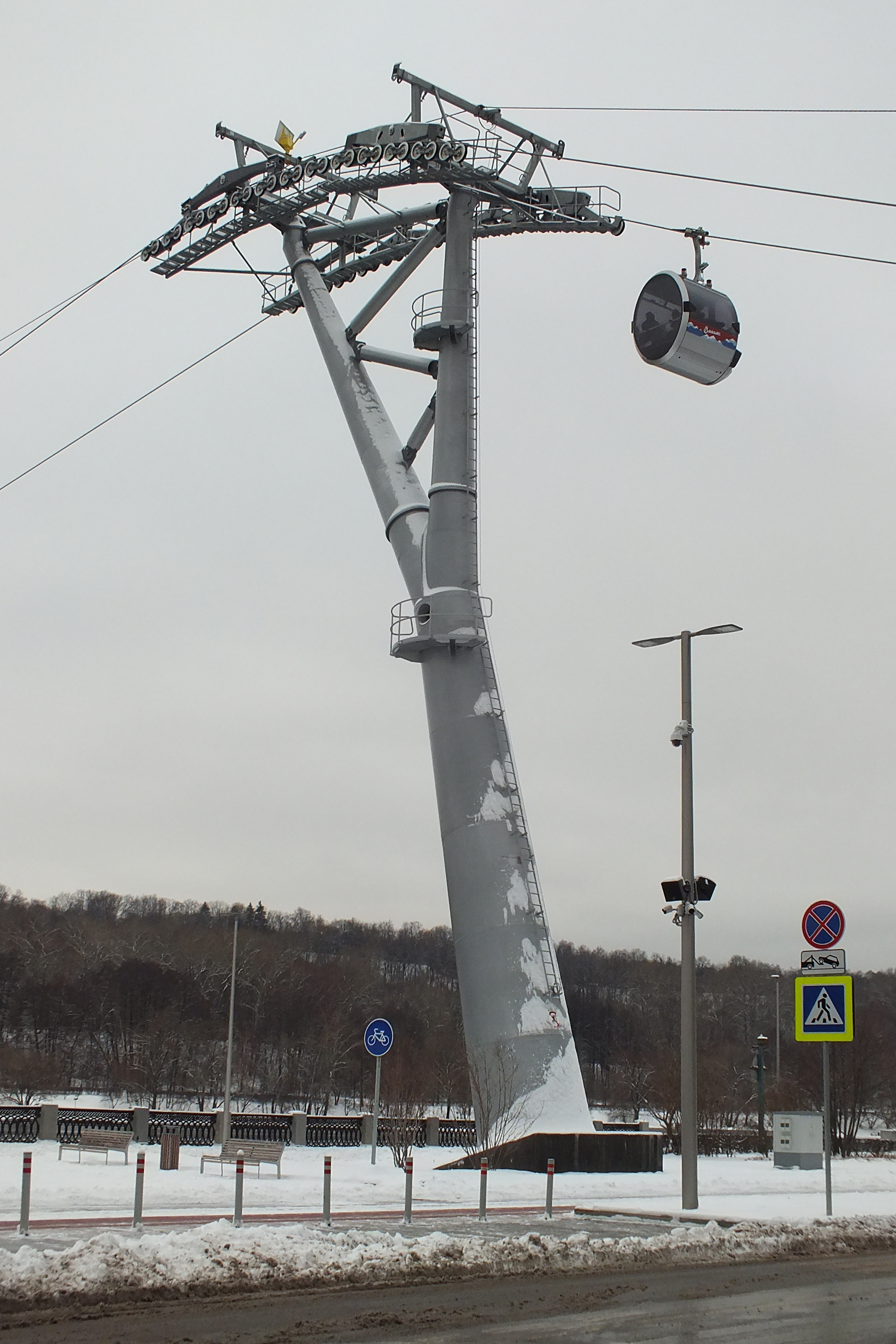
Опора канатной дороги
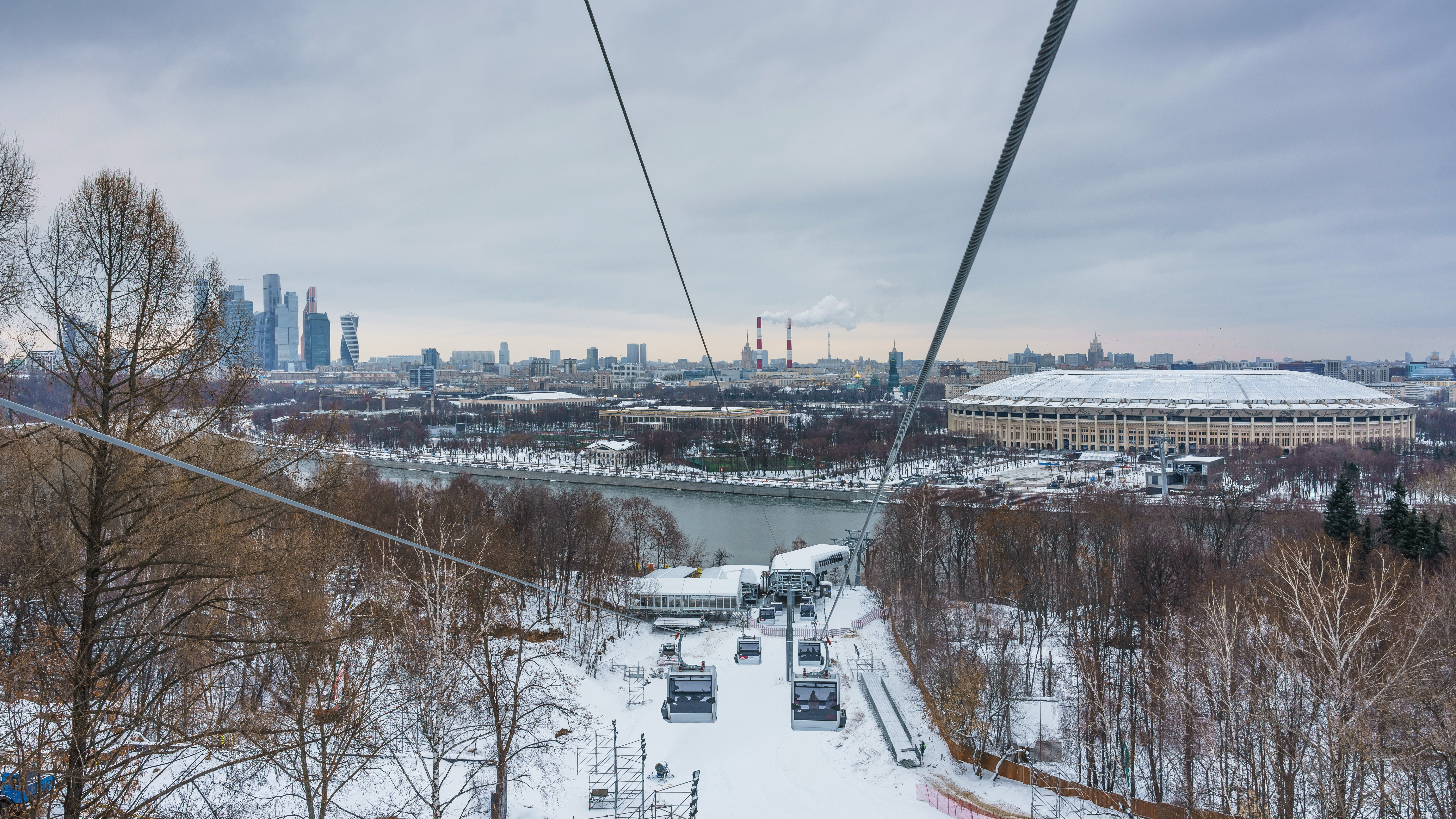
Вид на станцию «Новая Лига»
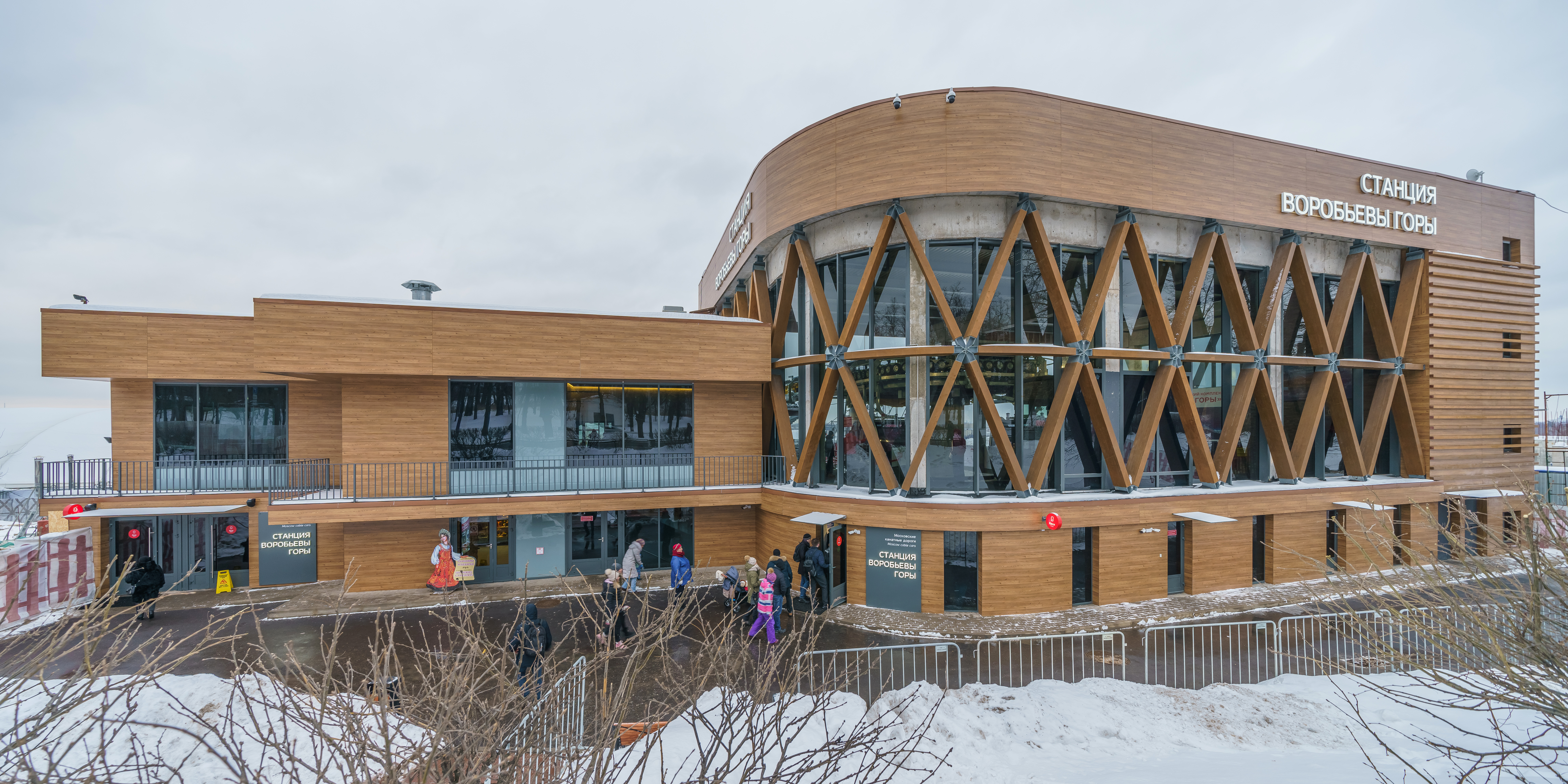
Станция «Воробьёвы горы»
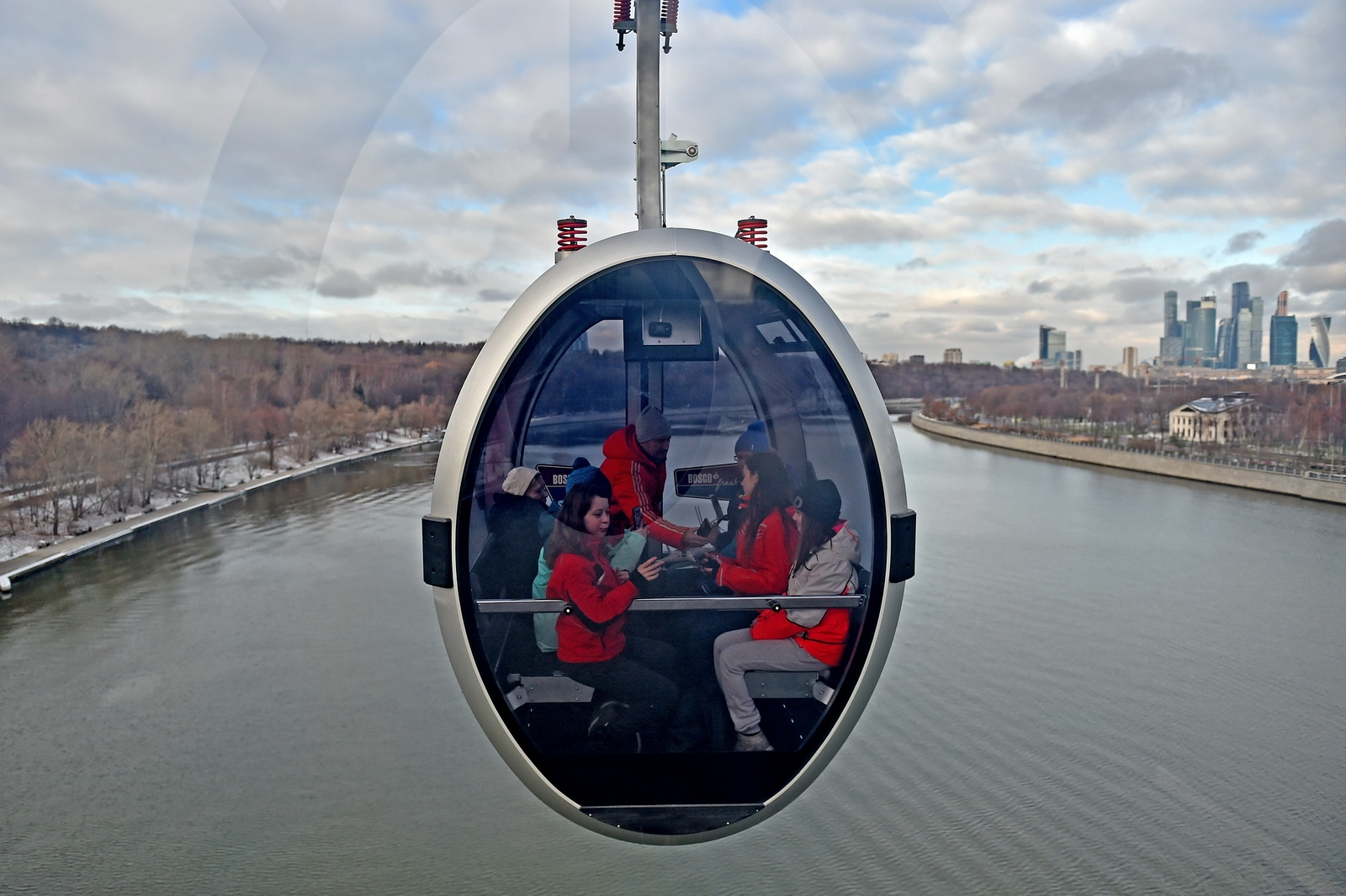
8-местная гондола
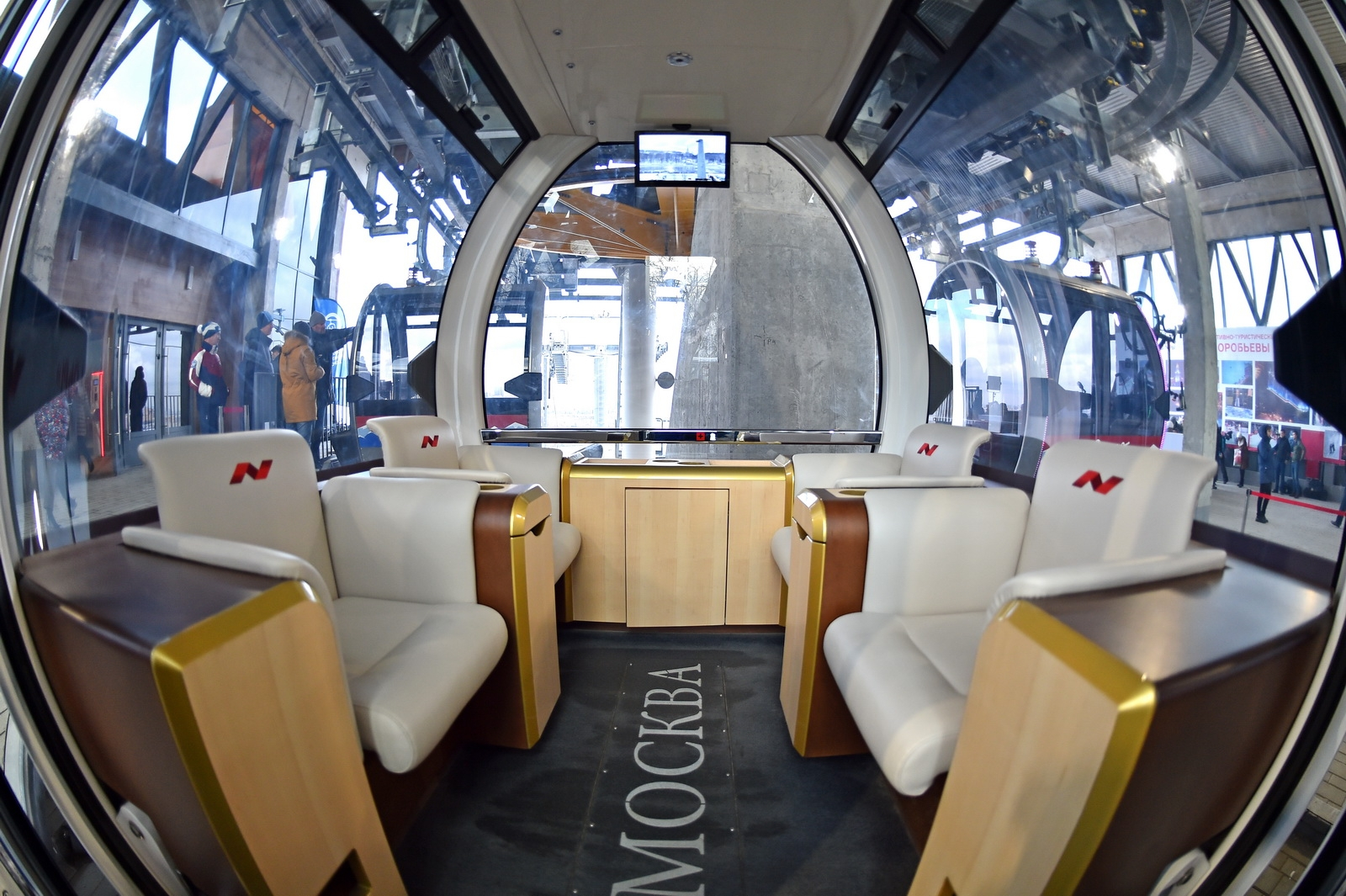
4-местная VIP-гондола

## Транспортная доступность
До канатной дороги можно добраться пешком от станций метро и МЦК:
 Спортивная,
 Воробьёвы горы,
 Лужники.
Также к ней можно приехать на автобусе № 297, остановка «Московская канатная дорога» (в сторону Ленинского проспекта остановка называется «Смотровая площадка»). На этом маршруте находятся станции метро и МЦК:
 Воробьёвы горы,
 Ленинский проспект,
 Площадь Гагарина,
 Октябрьская,
 Киевская,
 Кутузовская,
 Кутузовская,
 Парк Победы,
 Ломоносовский проспект (только в сторону канатной дороги).

## Режим работы
По состоянию на январь 2020 года режим работы канатной дороги: понедельник — 16:00-21:00, вторник-четверг — 11:00-21:00, пятница — 11:00-23:00, суббота и праздничные дни — 10:00-23:00, воскресенье — 10:00-21:00.

## Оплата проезда
С момента открытия  в течение месяца, с 26 ноября по 25 декабря 2018 года, канатная дорога работала бесплатно.
Тарифы на проезд по канатной дороге (на январь 2020 года):
| Категория пассажиров                                                                  | В одну сторону (руб.) | В одну сторону (руб.) | В одну сторону (руб.) | В одну сторону (руб.) | Туда и обратно (руб.) | Туда и обратно (руб.) | Туда и обратно (руб.) | Туда и обратно (руб.) |
| Категория пассажиров                                                                  | пн                    | вт                    | ср—пт                 | сб, вс, праздники     | пн                    | вт                    | ср—пт                 | сб, вс, праздники     |
| ------------------------------------------------------------------------------------- | --------------------- | --------------------- | --------------------- | --------------------- | --------------------- | --------------------- | --------------------- | --------------------- |
| Взрослые (старше 14 лет)                                                              | 100                   | 150                   | 250                   | 400                   | 150                   | 250                   | 450                   | 600                   |
| Дети (от 7 до 13 лет), студенты, пенсионеры, многодетные семьи, инвалиды 2 и 3 группы | 100                   | 100                   | 200                   | 300                   | 150                   | 150                   | 300                   | 500                   |
| Дети (до 6 лет), инвалиды 1 группы, ветераны Великой Отечественной войны              | Бесплатно             | Бесплатно             | Бесплатно             | Бесплатно             | Бесплатно             | Бесплатно             | Бесплатно             | Бесплатно             |

Приобрести билеты на проезд можно в кассах наличными или банковской картой или на сайте СРК «Воробьёвы горы». Необходимо учесть, что приобретённый билет можно использовать только в указанную в нём дату.
Также проезд можно оплатить прямо на турникете при помощи электронного кошелька транспортной карты «Тройка».